# 素直な戦士たち
『素直な戦士たち』（すなおなせんしたち）は、城山三郎による長編小説。新潮社刊。1978年初版発行。
「信濃毎日新聞」などの地方紙に1977年11月から78年4月まで156回連載された。当時の日本の過熱する受験競争、学歴社会とそれに翻弄される家族の人間模様をコミカルに描いた。

## テレビドラマ
1979年12月8日から12月29日までNHKの「土曜ドラマ」で放送された。全4回。

### キャスト
- 長山藍子
- 中谷一郎
- 小夜福子
- 水野久美

### スタッフ
- 脚本：山内久
- 演出：宮沢俊樹

| スタブアイコン | サブスタブ | この項目は、まだ閲覧者の調べものの参照としては役立たない、文学に関連した書きかけの項目です。この項目を加筆・訂正などしてくださる協力者を求めています（P:文学、PJ:ライトノベル）。項目が小説家・作家の場合には{Writer-substub}を、文学作品以外の本・雑誌の場合には{Book-substub}を貼り付けてください。 |

| スタブアイコン | サブスタブ | この項目は、まだ閲覧者の調べものの参照としては役立たない、テレビ番組に関連した書きかけの項目です。この項目を加筆・訂正などしてくださる協力者を求めています（P:テレビ/PJ:放送または配信の番組）。 |